# Ryan Rhoomes
Ryan Rhoomes, né le 16 août 1992 dans le Queens, New York, est un joueur américain de basket-ball. Il évolue au poste de pivot.

## Biographie

### Carrière universitaire
Il passe ses quatre années universitaires à l'université Fordham où il joue pour les Rams.

### Carrière professionnelle
Le 23 juin 2016, lors de la draft 2016 de la NBA, automatiquement éligible, il n'est pas sélectionné.
Le 9 août 2016, il signe son premier contrat professionnel en France au Saint-Quentin Basket-Ball.
En fin de contrat en juin 2021 avec le Saint-Quentin Basket-Ball, il signe avec le club de Saint-Vallier qui accède à la ProB après avoir terminé champion de NM1.

## Statistiques

### Universitaires
Les statistiques en matchs universitaires de Ryan Rhoomes sont les suivantes :
| Saison    | Équipe  | Matchs | Titul. | Min./m | % Tir | % 3pts | % LF | Rbds/m. | Pass/m. | Int/m. | Ctr/m. | Pts/m. |
| --------- | ------- | ------ | ------ | ------ | ----- | ------ | ---- | ------- | ------- | ------ | ------ | ------ |
| 2012-2013 | Fordham | 30     | 4      | 18,3   | 53,7  | 0,0    | 40,7 | 5,10    | 0,37    | 0,33   | 0,70   | 3,60   |
| 2013-2014 | Fordham | 31     | 26     | 23,3   | 66,7  | 0,0    | 56,1 | 6,84    | 0,48    | 0,39   | 0,90   | 6,32   |
| 2014-2015 | Fordham | 31     | 30     | 29,8   | 55,4  | 0,0    | 67,2 | 8,65    | 0,84    | 0,39   | 1,29   | 6,35   |
| 2015-2016 | Fordham | 31     | 31     | 31,7   | 64,7  | 0,0    | 58,6 | 9,71    | 1,35    | 0,68   | 1,84   | 14,58  |
| Total     |         | 123    | 91     | 25,9   | 61,6  | 0,0    | 56,8 | 7,59    | 0,76    | 0,45   | 1,19   | 7,75   |